# Randecker Maar

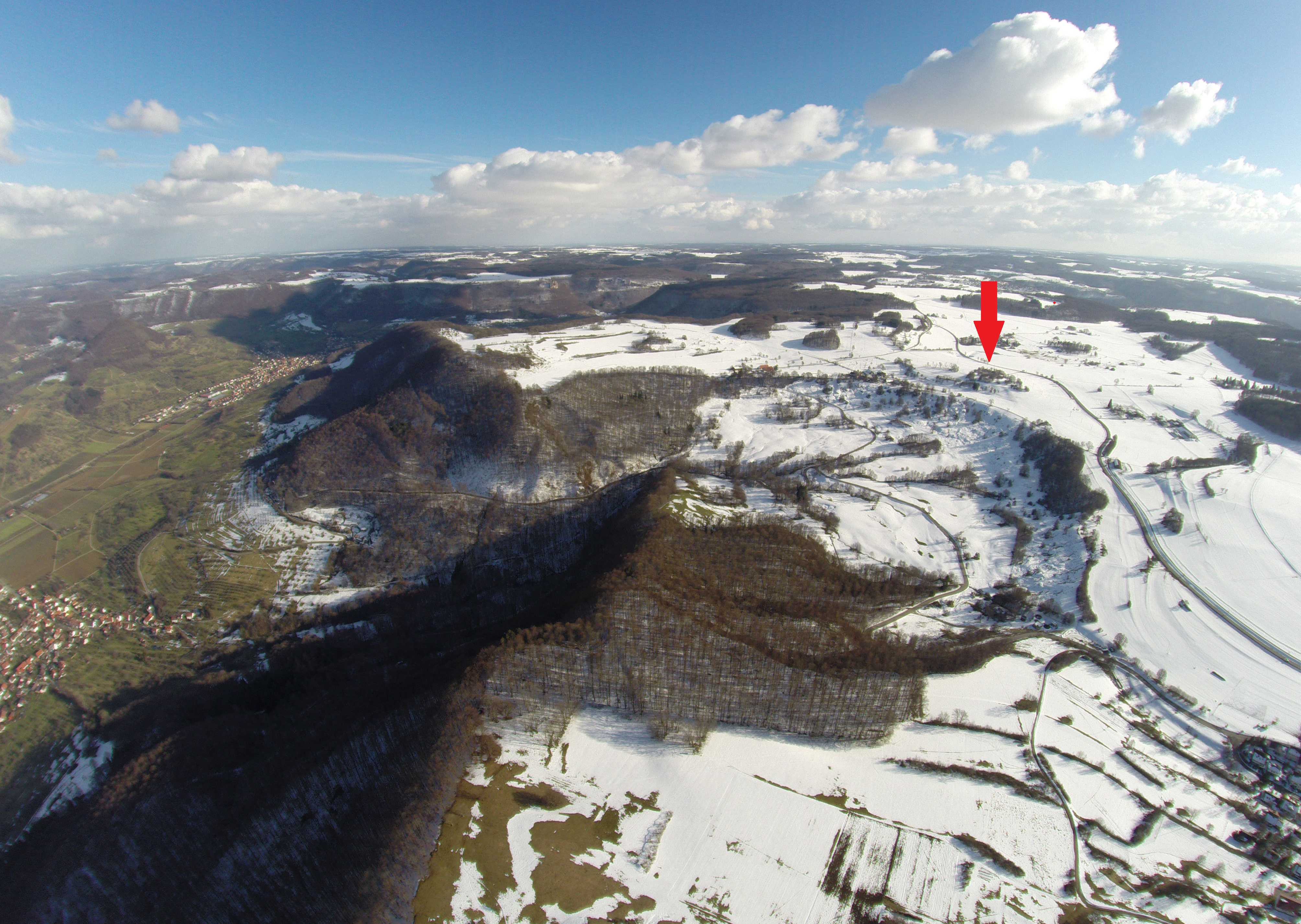
Der Krater des Randecker Maar-Vulkans von Westen aus gesehen. Infolge der rückschreitenden Erosion der Schwäbischen Alb ist an seinem Nordrand eine Bresche entstanden, welche Vögel und Insekten bei der Überwindung des Höhenzuges auf dem Zug nach Süden bevorzugt nutzen.

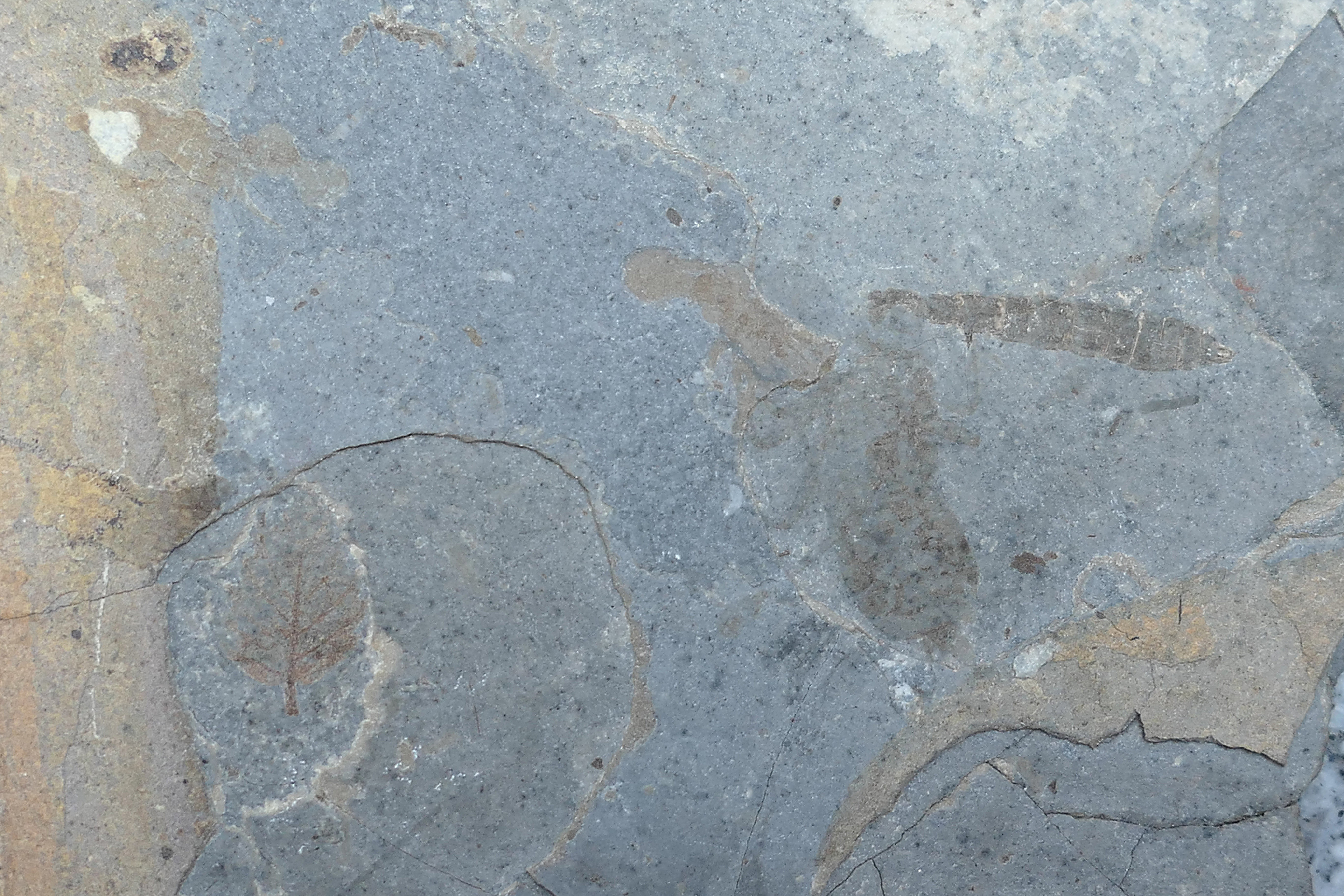
Bituminöse Blätterkohle oder Dysodil aus dem Randecker Maar. Im Handstück sind mehrere Fossilien zu erkennen, die im Maarsediment konserviert wurden.

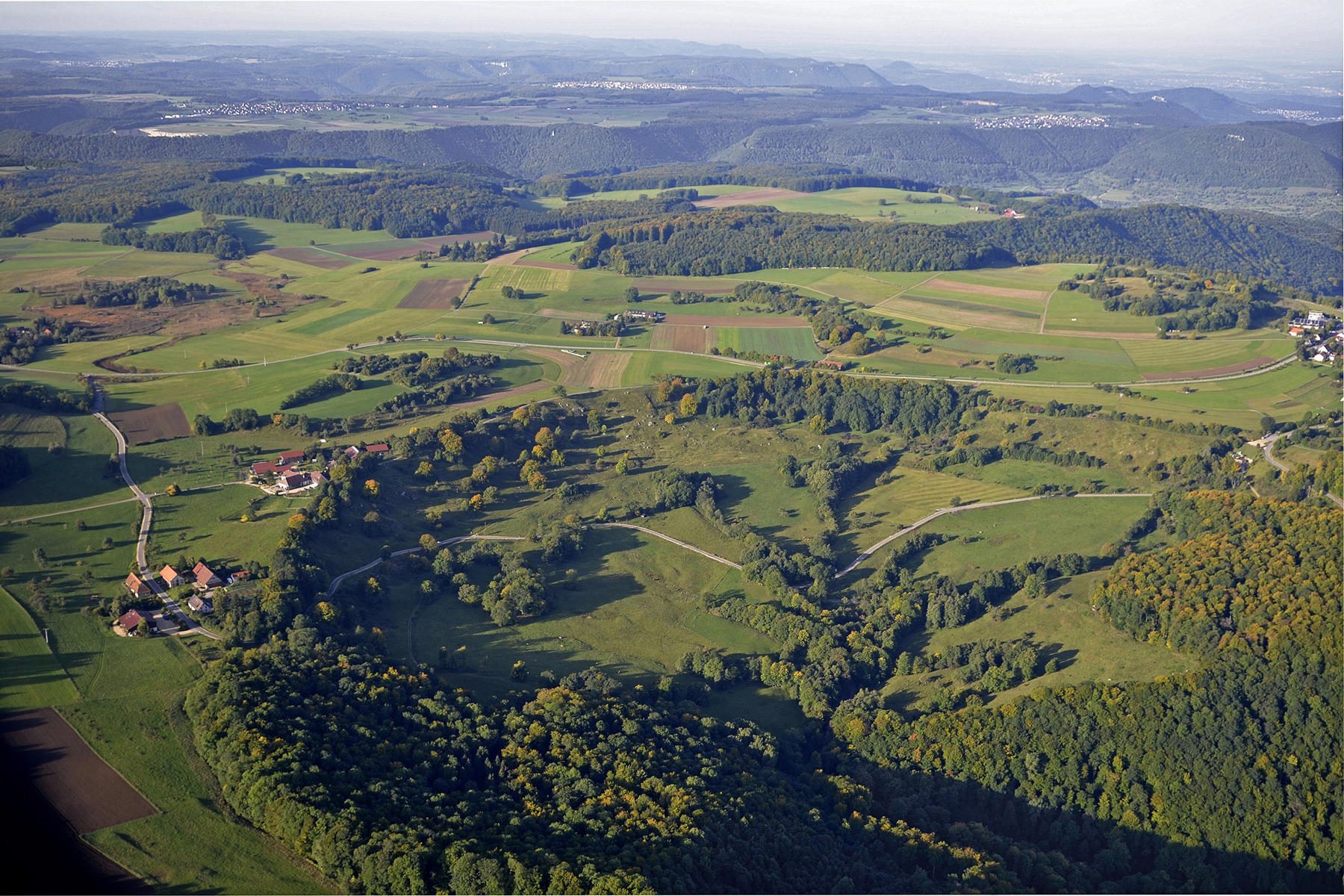
Randecker Maar. Hinten: Zertalter Albtrauf der Mittleren Schwäbischen Alb

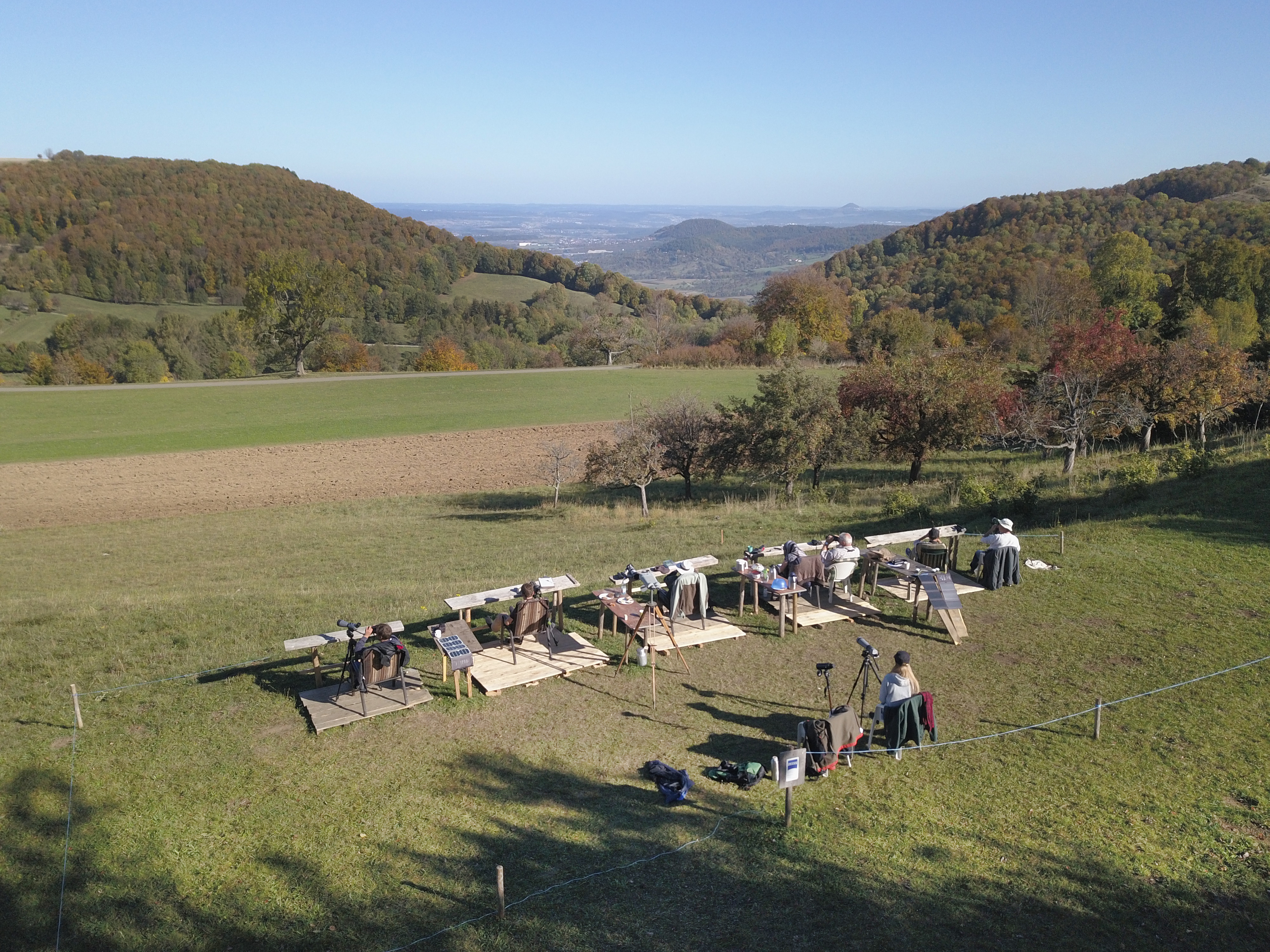
Vogelbeobachter an der Forschungsstation Randecker Maar.

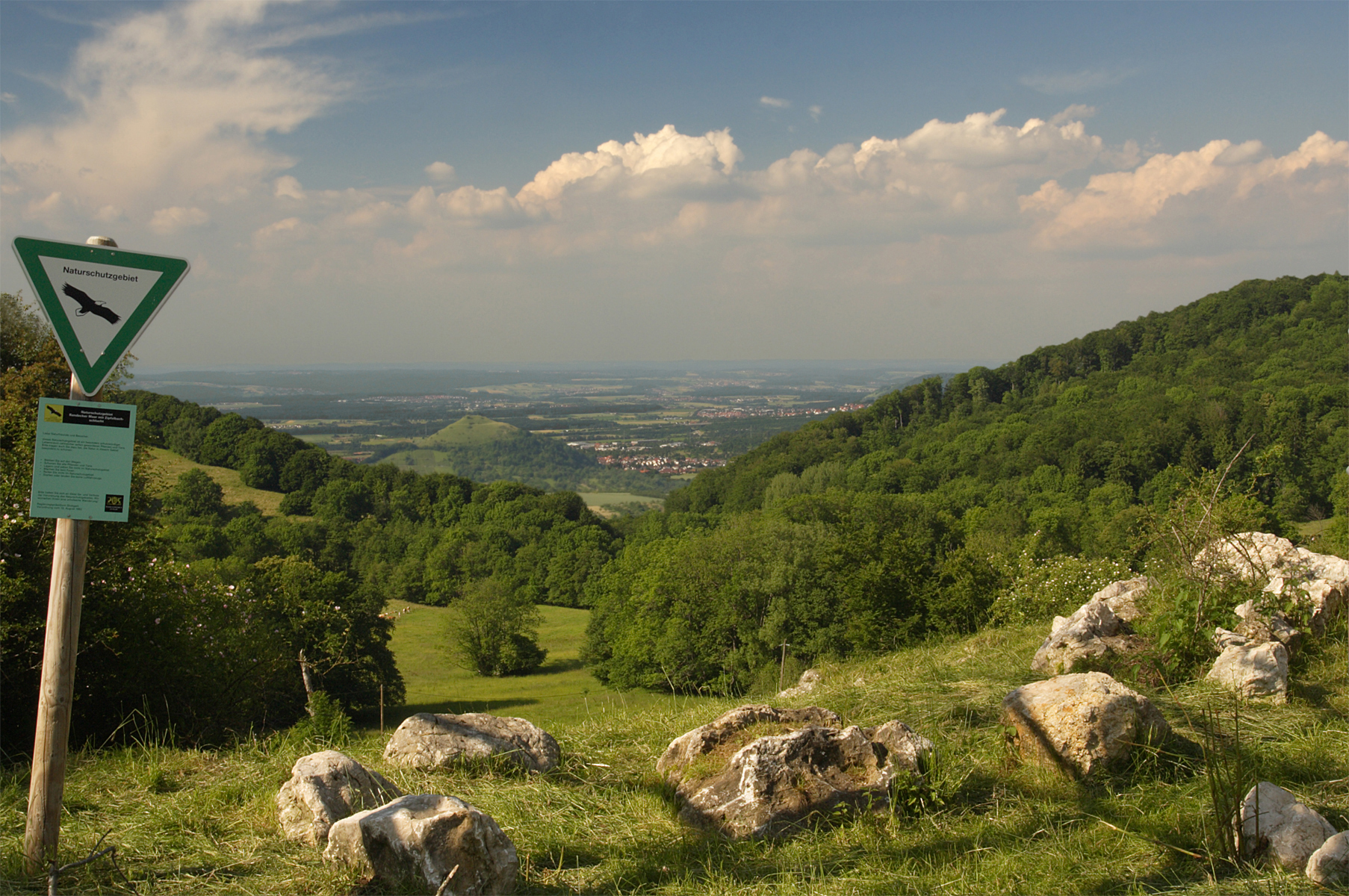
Felsbrocken: Weißer Jura. Sicht ins Alb-Vorland mit dem 4 km entfernten Schlotrest Limburg

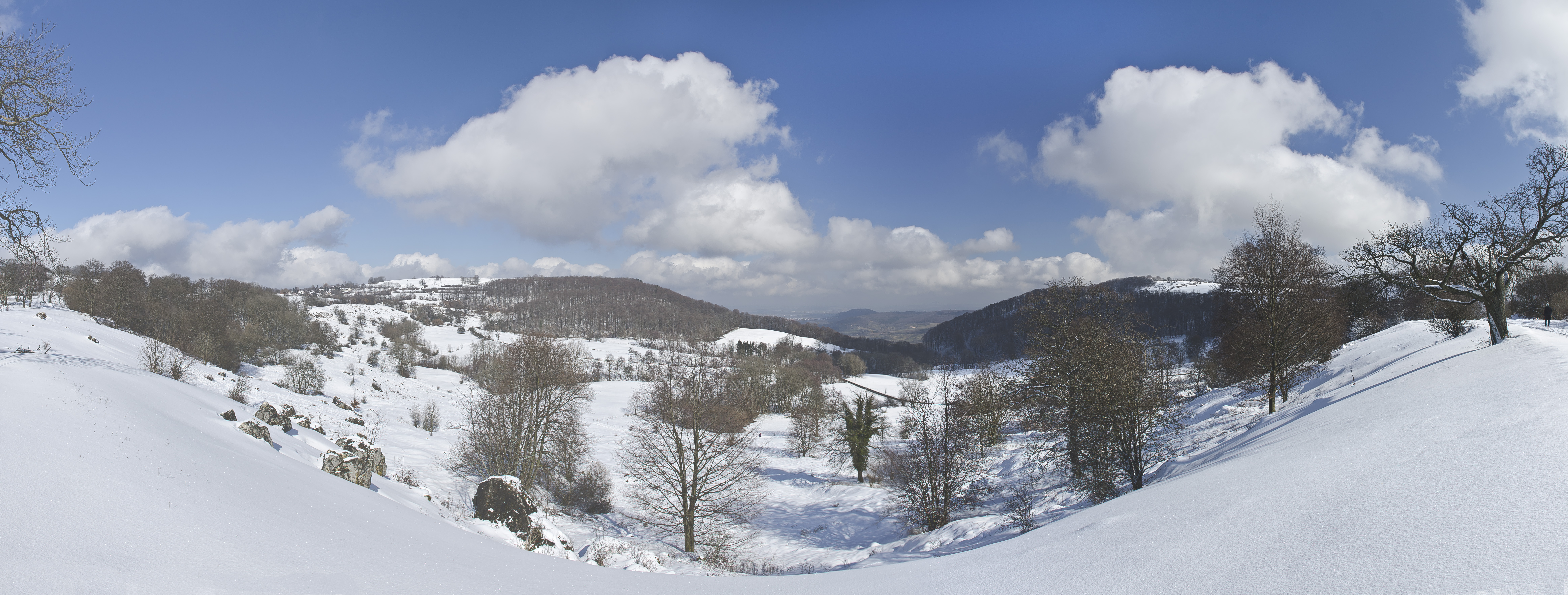
Randecker Maar

Das Randecker Maar ist ein ehemaliger Vulkanschlot des Schwäbischen Vulkans am Trauf der Schwäbischen Alb auf der Gemarkung Ochsenwang von Bissingen an der Teck, der vor rund 17 Millionen Jahren entstand. Das Maar ist ein Nationaler Geotop.

## Entstehung
In der Zeit nach der Vulkanaktivität entstand in der Senke ein Maarsee. Aus den Seeablagerungen sind zahlreiche Fossilfunde bekannt, die diese Entstehung im Unteren bis Mittleren Miozän belegen. Heute wird das Randecker Maar vom Zipfelbach entwässert, den 20 Quellen speisen. Das Trockenmaar hat einen Durchmesser von circa 1,2 km.
Das Randecker Maar ist ein beliebtes touristisches Ziel am südöstlichen Ortsrand von Ochsenwang. Die von Hepsisau nach Schopfloch führende Straße quert das Gebiet, das bereits 1971 als Naturschutzgebiet ausgewiesen wurde.

## Vogelzug
Das Randecker Maar hat überregionale Bedeutung für den Vogelzug. Der nordöstliche Teil des einst kreisrunden Einschnitts ist abgetragen und öffnet sich zum Albvorland. Von diesem aus gesehen vollzieht sich der Albaufstieg nicht stufenförmig wie am Großteil des Albtraufs, sondern kontinuierlich von etwa 350 bis auf etwa 800 m ü. NN.
Solche talartigen Einschnitte wie das Randecker Maar werden von Zugvögeln gesucht und genutzt, um die bis zu 500 Meter Höhenunterschied zwischen Vorland und Albhochfläche leichter zu überwinden. Die geographische Konstellation am und um das Maar hat eine Trichterwirkung, so dass die Zugvögel konzentriert und gebündelt an der Oberkante des Maars auftreten. Die Zugvögel kommen teilweise auf Augenhöhe an, was die Vogelbeobachtung im Randecker Maar sehr erleichtert; dadurch können für die Artbestimmung wesentliche visuelle Merkmale erfasst werden.
Die Forschungsstation Randecker Maar besteht seit 1970; damals wurden zum ersten Mal Zugvögel planmäßig erfasst. Seit dem Jahr 1988 wird von Mitte August bis Anfang November beobachtet, genaue Untersuchungen der bisher ausgewerteten Daten legten nämlich nahe, dass sich in diesem Zeitraum etwa 90 % des Vogelzugs abspielen.

## Naturschutzgebiet
Mit Verordnung des Regierungspräsidiums Stuttgart vom 10. August 1982 wurde das Randecker Maar mit Zipfelbachschlucht mit einer Gesamtfläche von rund 111 ha als Naturschutzgebiet (NSG-Nummer 1.029) ausgewiesen. Ersetzt wurde damit eine alte Verordnung vom 5. November 1971, mit der damals 60,9 Hektar unter Schutz gestellt worden waren. Geschützt wurde die Erhaltung eines in seiner ursprünglichen Form bestehenden Albmaares wegen seiner Bedeutung für die Wissenschaft und seines hohen Wertes für Flora und Fauna sowie für das Landschaftsbild der Schwäbischen Alb.